# Der Wanderer
Der Wanderer - jest pierwszym albumem studyjnym grupy Riger. Album został nagrany w CCP-Studio znajdującym się w Linzu w Austrii i wydany w 1998 roku.

## Lista utworów
1. „Riger” – 5:37
2. „Speech Of The Lord” – 7:37
3. „Germania” – 5:38
4. „Weiβer Sumpf” – 2:32
5. „Baum” – 8:36
6. „Autodafe`” – 6:09
7. „Aus großer Vergangenheit” – 6:37
8. „Melkor” – 5:37
9. „Mein Schatten” – 5:18
10. „Epilog” – 1:34

## Twórcy
- Ingo Tauer – wokal, okładka płyty
- Peter Patzelt – gitara
- Nicola Jahn – gitara
- Janko Jentsch – gitara basowa
- Roberto Liebig – keyboard
- Stefan Schieck – perkusja